# Allen West
Allen Clayton West (New York, 25 maart 1929 – Gainesville, 21 december 1978) was een Amerikaans crimineel die was gearresteerd voor meerdere grote autodiefstallen. Hij was een van de gevangenen die deelnamen aan de ontsnapping uit Alcatraz in 1962. Deze ontsnapping was uitgedacht door West, Frank Morris en de broers John en Clarence Anglin. West was de enige die uiteindelijk niet meedeed aan de ontsnapping, hij was namelijk niet in staat om het ventilatierooster van zijn cel op tijd weg te krijgen. Dit lukte de drie andere gevangenen wel. Tegen de tijd dat het West uiteindelijk lukte, waren de drie anderen al vertrokken en maakten ze zich klaar om het eiland te verlaten. Omdat West geen andere uitweg kon vinden moest hij noodgedwongen achterblijven.
Na de ontsnapping van de drie anderen gaf hij enkele interviews aan de FBI en andere autoriteiten waarin hij zijn rol in de ontsnapping verklaarde en uitlegde hoe het plan in elkaar zat. De drie gevangenen werden nooit meer gezien. West heeft daarna geen ontsnappingspoging meer ondernomen. Op 21 maart 1963 werd Alcatraz officieel gesloten.
In de film Escape from Alcatraz uit 1979, werd Allen West gespeeld door Larry Hankin. Hierin werd zijn naam echter om een onbekende reden gewijzigd in Charley Butts.